# چارلی بیرمنگام
چارلی بیرمنگام (انگلیسی: Charlie Birmingham؛ ۲۴ اوت ۱۹۲۲ – ۱ ژانویهٔ ۱۹۹۳) بازیکن فوتبال بود.
از باشگاه‌هایی که در آن بازی کرده‌است می‌توان به باشگاه فوتبال اورتون و باشگاه فوتبال ترانمره راورز اشاره کرد.